# 稲尾駅
稲尾駅（いなおえき）は、長野県大町市平稲尾にある、東日本旅客鉄道（JR東日本）大糸線の駅である。駅番号は「20」。

## 歴史
地域住民の請願により建設された駅である。

### 年表
- 1960年（昭和35年）7月20日：日本国有鉄道の駅として開業[3][4]。旅客のみを取り扱う駅員無配置駅[5]。
- 1987年（昭和62年）4月1日：国鉄分割民営化に伴い、東日本旅客鉄道（JR東日本）の駅となる[6]。
- 2014年（平成26年）
  - 11月22日：長野県神城断層地震により、信濃大町駅 - 糸魚川駅間を23日まで運休[新聞 1]。
  - 11月25日：信濃大町駅 - 白馬駅間の運転を再開[新聞 2]。
  - 12月7日：白馬駅 - 南小谷駅間の運転を再開し、大糸線の全線が復旧[新聞 3]。

## 駅構造
単式ホーム1面1線を有する地上駅である。ホームの長さが3両分しかないため、4両編成の列車は1両が駅端の踏切にはみ出して停車する。
信濃大町駅管理の無人駅である。

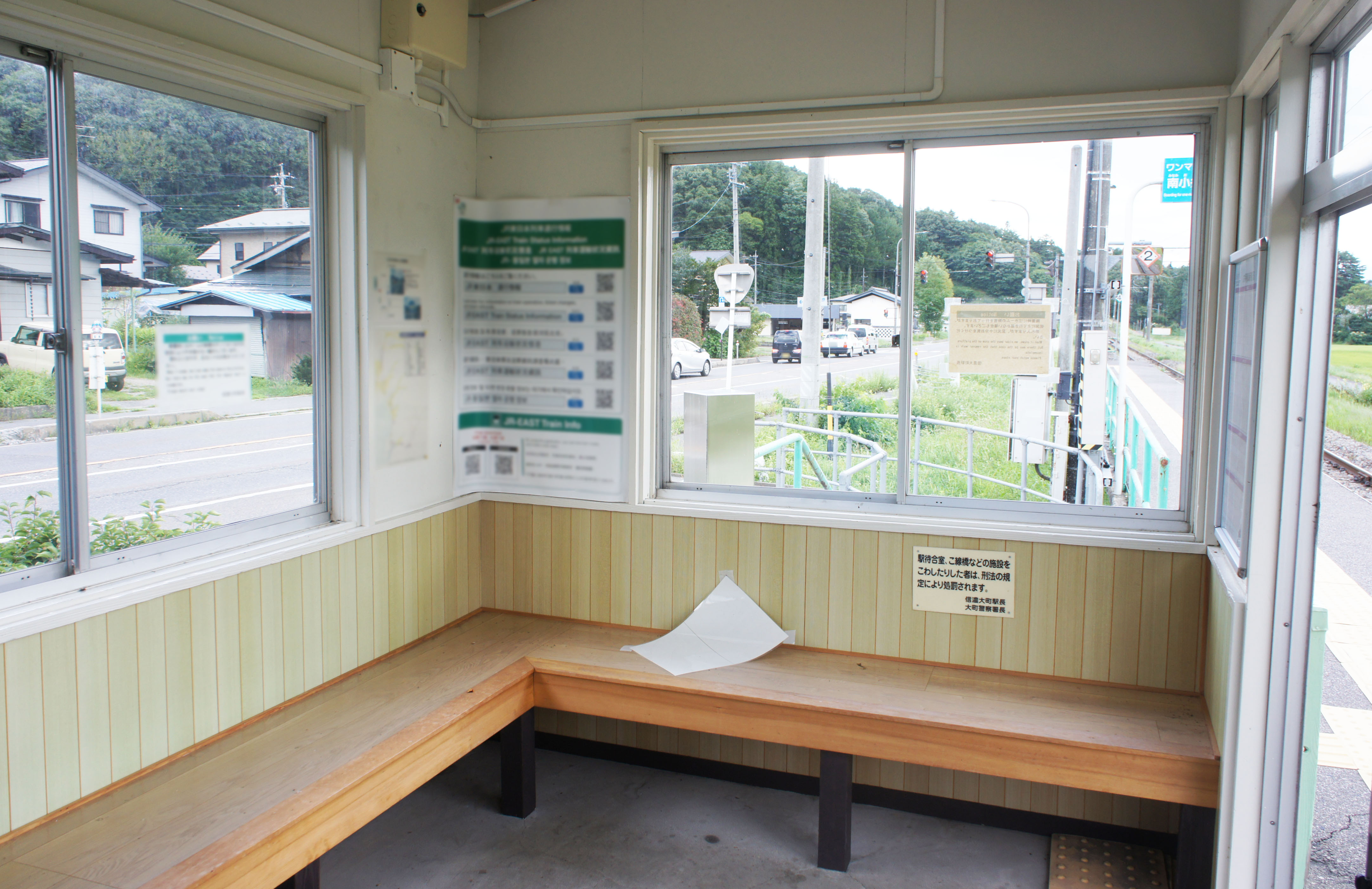
待合室（2021年8月）
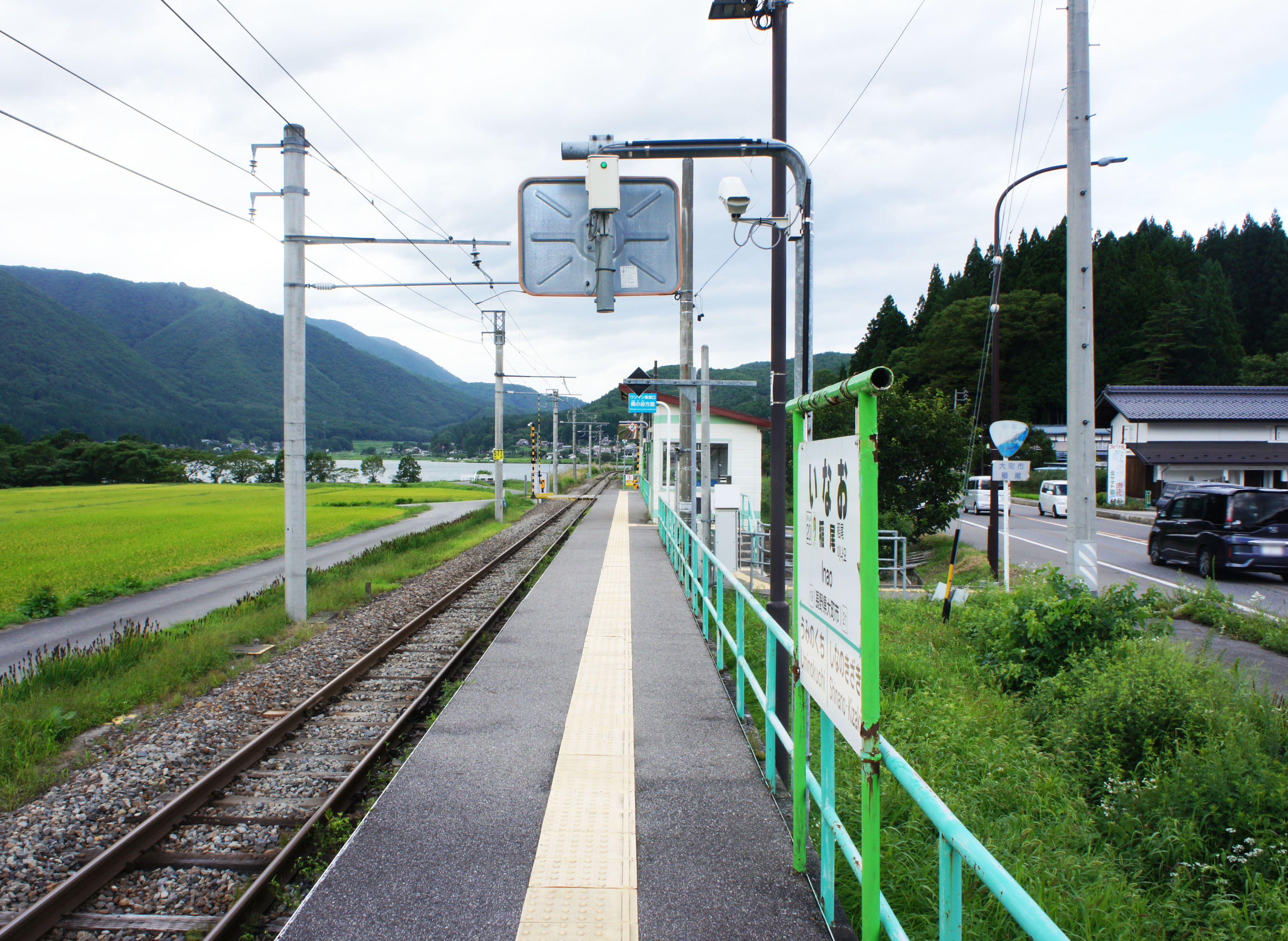
ホーム（2021年8月）

## 利用状況
「長野県統計書」によると、2007年度（平成19年度）、2009年度（平成21年度）- 2011年度（平成23年度）の1日平均乗車人員の推移は以下のとおりであった。
| 乗車人員推移       | 乗車人員推移     | 乗車人員推移 |
| 年度               | 1日平均 乗車人員 | 出典         |
| ------------------ | ---------------- | ------------ |
| 2007年（平成19年） | 6                | [ 1 ]        |
| 2009年（平成21年） | 8                | [ 1 ]        |
| 2010年（平成22年） | 6                | [ 8 ]        |
| 2011年（平成23年） | 6                | [ 9 ]        |

## 駅周辺
この駅すぐ横の踏切は、12月から3月までの冬季通行止めとなる。
- 木崎湖[1]
- 国道148号
- 大町市民バス「稲尾」停留所 - 平（青木方面）コース[10]
- 下諏訪神社 - 八坂刀売命と建御名方命を祀る。

## 隣の駅
東日本旅客鉄道（JR東日本）
■大糸線
快速 
通過
普通
信濃木崎駅 (21) - 稲尾駅 (20)  - 海ノ口駅 (19)

### 報道発表資料
1. 1 2  『大糸線に「駅ナンバー」を導入します』（PDF）（プレスリリース）東日本旅客鉄道長野支社、2016年12月7日。オリジナルの2016年12月8日時点におけるアーカイブ。2016年12月8日閲覧。

### 新聞記事
1. ↑  “41人けが、全壊34棟 長野北部地震、余震70回に”. 中日新聞 (中日新聞社). (2014年11月24日)
2. ↑  “長靴姿で登校、大糸線が一部再開 県神城断層地震”. 中日新聞 (中日新聞社). (2014年11月26日)
3. ↑  “JR大糸線、全線復旧 15日ぶり、高校生ら歓迎” 信濃毎日新聞 (信濃毎日新聞社). (2014年12月8日)